# Thermiksegler

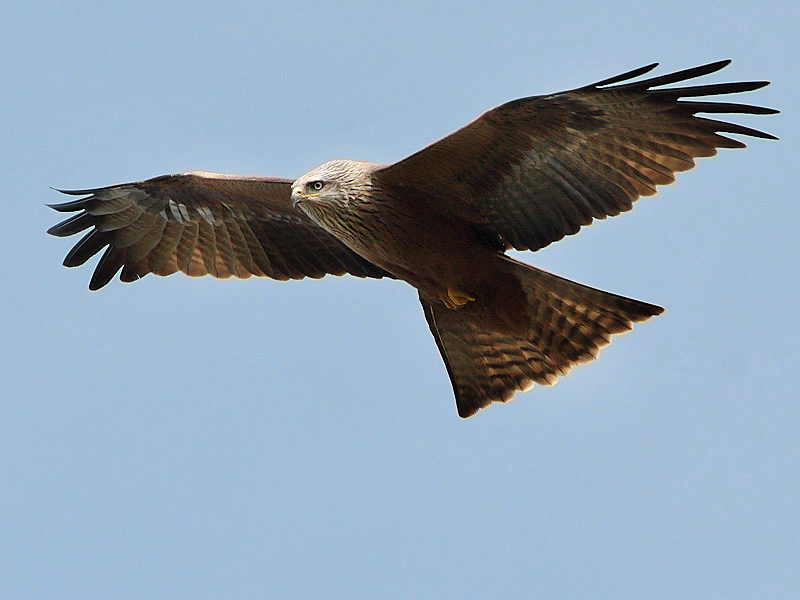
Der Schwarzmilan ist ein Thermiksegler

Ein Thermiksegler, auch Gleitzieher, ist in der Vogelkunde ein Zugvogel der die Thermik ausnutzt, um aufzusteigen. Anschließend kann der Vogel unter  Höhenverlust einen längeren Weg in die gewünschte Zugrichtung zurücklegen. Diese Vögel sind oft durch breite, brettförmige, häufig tief gefingerte Flügel gekennzeichnet. Es handelt sich oft um große, relativ schwere Vögel, die auch auf Grund ihres Gewichtes nicht imstande sind, weite Strecken im Kraftflug zurückzulegen. Da nur während der Tagesstunden eine Thermik entsteht, sind Thermiksegler Tagzieher. Thermiksegler meiden im Allgemeinen das Überfliegen weiter Wasserflächen, da dort kaum Thermik auftritt. Viele Störche, Kranichvögel, Greifvögel und Pelikane sind Thermiksegler.
Das Thermiksegeln oder Thermikgleiten verbraucht nur etwa 15 bis 30 Prozent der Energie, die beim Schlagflug aufgewendet werden muss, hat aber den Nachteil, dass sich die Zugstrecke durch das Kreisen beim Aufsteigen auf fast das Doppelte vergrößern kann. Gute Thermikgleiter verlieren auf 100 Meter Flugstrecke etwa 10 Meter Höhe, erreichen damit also ein Gleitverhältnis von 1:10 bzw. eine Gleitzahl von 10.
Häufig wird auch der Begriff Gleitzieher verwendet.